# Billy Budd, marin
Pour les articles homonymes, voir Billy Budd.
Billy Budd, marin (titre original : Billy Budd, Sailor: (An Inside Narrative)) est un roman court posthume de l'écrivain américain Herman Melville, paru en 1924.

## Historique
Billy Budd, marin est le dernier roman, posthume, de Herman Melville. Écrit avant sa mort en 1891, il n’est publié qu’en 1924. 
Après avoir passé une partie de sa jeunesse en mer, l'auteur y raconte des épisodes inspirés de son histoire, mais également, dans le cas de Billy Bud, de l'affaire Somers, dont l'un de ses cousins est témoin. Le roman n'est publié qu'en 1924, après que le manuscrit a été retrouvé dans un pot à biscuits. Le texte est annoté par Melville lui-même et certains éditeurs en ont sorti une version.

## Résumé
Billy Budd est un jeune matelot qui quitte le navire marchand The Rights of Man (Les Droits de l'homme) pour être enrôlé de force sur le navire de guerre The Bellipotent (ou L'Indomptable dans certaines versions). À bord de ce dernier, Billy est enrôlé comme gabier de misaine. Il est le plus jeune des matelots et d'une beauté frappante. Il n'a aucun défaut si ce n'est celui de bégayer sous le coup de l'émotion. John Claggart, le capitaine d'armes du vaisseau de 74, a une profonde aversion pour Billy, causée par l'amour qu'il provoque autour de lui et auquel il n'est lui-même paradoxalement pas insensible. Il rend compte au capitaine de vaisseau Edward Fairfax « Starry » Vere que Billy complote pour créer une mutinerie. Étant donné les récentes mutineries dans la flotte britannique, le commandant Vere est contraint d'écouter ces allégations auxquelles il ne croit pas. Billy est confronté à Claggart pour se justifier. Sous le coup de l'émotion face à ces accusations infondées, Billy bégaye et n'arrive pas à s'expliquer. Impuissant, il frappe alors brutalement Claggart qui meurt sur le coup. Billy est condamné à la pendaison par une cour martiale composée des officiers du navire, à laquelle le capitaine ne peut qu'apporter son témoignage impuissant. Le matelot bénit Vere avant d'être pendu, ce qui évite la mutinerie de l'équipage.

## Analyse
Olivier Rey analyse Billy Budd dans Le Testament de Melville, Penser le bien et le mal avec Billy Budd, NRF Gallimard, Paris 2011.

## Adaptations
Billy Budd a été une source d'inspiration pour d'autres œuvres artistiques pour la plupart homonymes :
- L'opéra du compositeur italien Giorgio Federico Ghedini de 1949.
- L'opéra du compositeur anglais Benjamin Britten de 1951.
- Le film du réalisateur anglais Peter Ustinov de 1962.
- Le film de la réalisatrice française Claire Denis, Beau Travail, de 2000.
- La chanson de Morrissey (sur l'album Vauxhall And I, 1994).
- Le livre est évoqué dans le douzième épisode de la saison 4 de la série Les Soprano (2002).
- La chanson « Billy Budd » de Vinicio Capossela sur l'album Marinai, profeti e balene (2011).

## Éditions en français
- 1980 : Billy Budd, marin (suivi de Daniel Orme), nouvelle traduite par Pierre Leyris, Paris, Gallimard[2].
- 1994 : Billy Budd, marin (suivi de Daniel Orme), nouvelle traduite par Pierre Leyris, Paris, Gallimard  (ISBN 2-07-070904-3)
- 2010 : Bartleby le scribe - Billy Budd, marin et autres romans ; trad. par Philippe Jaworski et Pierre Leyris. Édition publiée sous la direction de Philippe Jaworski avec la collaboration de David Lapoujade et Hershel Parker, coll. Bibliothèque de la Pléiade, Gallimard  (ISBN 9782070118069)